# بهشت گم‌شده (مجموعه تلویزیونی)
بهشت گم‌شده نام یک مجموعهٔ تلویزیونی به کارگردانی کامران قدکچیان است که در سال ۱۳۷۵–۱۳۷۶ تولید و از شبکه ۳ پخش گردید.

## خلاصه داستان
این مجموعه تلویزیونی دربارهٔ سرهنگ بازنشسته‌ای است که در زمان جنگ، در جبهه حضور داشته و اینک پسرش که در خارج زندگی می‌کند به ایران بازگشته است؛ اما با بازگشت او، اتفاقات مختلفی رقم می‌خورد و…

## بازیگران و عوامل تولید

### بازیگران
- جمشید مشایخی
- اسماعیل شنگله
- علی نصیریان
- فخری خوروش
- ابراهیم‌آبادی
- محمد صادقی
- آناهیتا همتی
- مرجان محتشم
- رامسین کبریتی
- حسن دادشکر
- سیامک قدکچیان
- حسین رفیعی
- زهره حمیدی
- فریبا لشکری
- فرهاد فاتحی
- سعید فلاح
- محمد زکریا
- میترا طباطبایی
- قاسم میرعلینقی
- سالار جعفری
- سیامک سیروس
- یدالله زبردست مقدم

### عوامل تولید
- کارگردان: کامران قدکچیان
- فیلمنامه: فرهاد توحیدی
- تهیه‌کننده: محمدمهدی دادگو
- تدوین: کامران قدکچیان، رضا سلسانی
- طراح چهره پردازی: ایرج صفدری
- طراح صحنه و لباس: جمشید آهنگرانی[۲]
- تعداد قسمت‌ها: ۱۳ قسمت
- محصول: شبکه ۱
- سال تولید: ۱۳۷۵–۱۳۷۶